# Yongledian
Yongledian (kinesiska: 永乐店, 永乐店镇) är en köping i Kina. Den ligger i Tongzhou i storstadsområdet Peking, i den norra delen av landet, omkring 39 kilometer sydost om stadskärnan. Antalet invånare är 40 241. Befolkningen består av 19 730 kvinnor och 20 511 män. Barn under 15 år utgör 8,0 %, vuxna 15-64 år 79 %, och äldre över 65 år 11,0 %.